# المجمع العلمي العربي الهندي
المجمع العلمي العربي الهندي مجمع أسس في الهند سنة 1396 هـ الموافق 1976 م.

## خلفية تاريخية
لقد كان تأسيس هذا المجمع تتويجاً لما أسهم به المسلمون الهنود من العناية باللغة العربية طوال القرون السابقة، فمما أسهموا به من الكتب «العباب الزاخر» للصاغاني و«تاج العروس» للمرتضى الزبيدي ومن الموسوعات في مصطلحات العلوم «دستور العلماء» لأحمدنكري و«كشاف اصطلاحات الفنون» للتهانوي، ومن الدوريات «مجلة الضياء» ومجلة «البعث الإسلامي» و«مجلة الرائد»، وهي مجلات راقية تزخر بالأبحاث القيمة والتحقيقات النادرة وقد اشتهرت ولاية كيرالا الهندية بصورة خاصة بتدريس اللغة العربية وآدابها، وأصبح تدريس هذه اللغة جزءاً من نظامها التربوي فهي تدرس هناك من المرحلة الابتدائية إلى مستوى الدكتوراه، ويوجد في ولاية كيرالا الهندية نحو 500 مدرسة سلفية و10 كليات عربية. ومن مشاهير العلماء في العصر الحاضر أبو الحسن الندوي.
وعلى المستوى التربوي، نجد أن جامعة عليكره الشهيرة أحدثت قسماً خاصاً باللغة العربية وآدابها. وطالبت هيئات علمية لها وزنها في الهند بإنشاء مجمع علمي عربي هندي، نظراً للصلات الثقافية العريقة التي تربط بين الشعبين العربي والهندي عبر العصور.

## تأسيس المجمع
أسس بمساعي مختار الدين أحمد عميد كلية الآداب ورئيس قسم اللغة العربية بجامعة عليكره عام 1396 هـ الموافق 1976 م، ومقرها في هذه الجامعة.

## أهداف المجمع
حدد المجمع أهدافه الرئيسة بما يلي:
- تعميم اللغة العربية بين أبناء الهند والعناية بنشر آدابها.
- تنشيط البحث والتأليف في تاريخ العرب وعلومهم وحضارتهم.
- إحياء المخطوطات العربية والإسلامية بطبعها ونشرها على أحدث الطرق العلمية.
- تشجيع ترجمة المؤلفات القيمة لعلماء وأدباء الهند.

## بعض أعضائه
1. علي محمد خسرو: مدير جامعة عليكره (رئيس المجمع).
2. مختار الدين أحمد: عميد كلية الآداب (أمين المجمع).
3. أبو الحسن الندوي.

ومن أعضائه المراسلين:
1. عدنان الخطيب الأمين العام لمجمع اللغة العربية بدمشق والأمين المساعد لاتحاد المجامع العربية.
2. محمود محمد شاكر.
3. عمر فروخ.
4. إحسان عباس.
5. حمد الجاسر.
6. شارل بلا (فرنسا).
7. رودليف زلهايم (ألمانيا).
8. فؤاد سزكين (تركيا).

## رئيس المجمع
علي محمد خسرو: مدير جامعة عليكره.

## إصداراته
ومما أصدره:
مجلة المجمع العلمي الهندي: وصدر العدد الأول من مجلتها عام 1396هـ الموافق 1976م وجعل شعارها قوله تعالى: (علَّم الإنسان مالم يعلم)، ومما أسهمت به هذه المجلة التعريف بعلماء العربية الذين خدموا الثقافة في شبه القارة الهندية.